# 威廉·华莱士 (赛艇运动员)
威廉·华莱士（英語：William Wallace，1901年4月12日—1967年7月20日），加拿大男子赛艇运动员。他曾代表加拿大参加1924年夏季奥林匹克运动会赛艇比赛，获得男子八人单桨有舵手银牌。